# Chó Armant
Chó Armant (còn được gọi là chó chăn cừu Ai Cập) là một giống chó chăn gia súc cỡ trung bình.

## Lịch sử
Chó Armant có nguồn gốc từ Ai Cập và ban đầu được sử dụng như chó trông nhà. Giống chó này được cho là hậu duệ của những con chó châu Âu, được quân đội của Napoléon mang tới Ai Cập, và được lai tạo với chó Briards. Chúng được đặt tên theo thị trấn Armant ở Ai Cập. Giống chó này khi phải đối mặt với những kẻ săn mồi tỏ ra không sợ hãi, cùng với lòng trung thành của chúng khiến chúng được sử dụng ở Ai Cập làm chó bảo vệ.

## Mô tả
Một con chó Armant điển hình cao 21 tới 23 inch (53 tới 58 cm) tính đến vai và nặng từ 50 đến 65 pounds (23 tới 29 kg). Nó có một cái đầu to, đôi mắt nhỏ, ngực sâu và rộng. Đôi tai khác nhau ở mỗi cá thể và không có tiêu chuẩn nào liên quan đến tai (chúng có thể dựng lên hoặc cụp xuống). Loài chó Armant có thể có nhiều màu sắc, phổ biến nhất trong số đó là các biến thể màu đen, đen và nâu, xám và xám vàng. Chúng là một giống chó rất nhanh nhẹn. Loài này rất vâng lời chủ và bảo vệ chặt lãnh thổ của nó, và nó sẽ chiến đấu để bảo vệ lãnh thổ của nó mà không sợ hãi gì.